# Судьба женщины
«Судьба женщины» — советский фильм 1957 года, снятый на киностудии «Грузия-фильм» режиссёром Николозом Санишвили по одноимённому роману Михаила Джавахишвили. Фильм занимает 23 место в списке лидеров кинопроката СССР 1958 года, фильм посмотрели 22,6 млн зрителей.

## Сюжет
Кето — младшая сестра трёх братьев семьи Ахатнели: Нико — революционер-большевик, Акакий — меньшевик, Илико — гуляка и прожигатель жизни. Под влиянием своего жениха, революционера Зураба Гургенидзе, Кето становится на сторону рабочего класса. Когда Нико арестовывают за расклейку прокламаций, чтобы спасти его от тюрьмы, Кето вынуждена выйти замуж за ротмистра жандармов Климиашвили. Узнав о облаве на штаб революционеров, Кето, в попытках спасти их, убивает мужа, и, смертельно раненная успевает, сообщить товарищам, что Зураб — агент охранки.

## В ролях
- Лия Элиава — Кетеван Ахатнели
- Яков Трипольский — Зураб Гургенидзе
- Георгий Шавгулидзе — Климиашвили
- Тамара Цулукидзе — Мариам
- Александр Омиадзе — Андро Ахатнели
- Георгий Гегечкори — Нико
- Отар Коберидзе — Акакий Ахнатели, меньшевик
- Валерьян Долидзе — Илико
- Давид Окросцваридзе — шпик
- Марина Тбилели — Марта
- Михаил Минеев — Василий
- Парсман Сонгулашвили — Сурен
- Котэ Толорая — Ражден
- Виктор Миронов — полковник Безгин
- Андро Кобаладзе — Иосиф Сталин